# هنري هيرينغ
هنري هيرينغ (بالإنجليزية: Henry Hering)‏ هو نحات أمريكي، ولد في 15 فبراير 1874 في نيويورك في الولايات المتحدة، وتوفي بنفس المكان في 17 يناير 1949.

## وصلات خارجية
- هنري هيرينغ على موقع أوليمبيديا (الإنجليزية)